# Микулаш из Пельгржимова
Микулаш из Пельгржимова или Ми́кулаш Би́скупец из Пельгржимова (чеш. Mikuláš z Pelhřimova, лат. Nicolaus Pilgramensis; около 1385, Пельгржимов — около 1459, Подебрады) — чешский писатель, хронист, теолог, гуситский проповедник и епископ. Прозвище — Бискупец.
Идеолог таборитов, один из авторов ряда программных документов гуситского революционного движения.

## Биография
Обучался в Карловом университете. В 1409 г. стал бакалавром. После смерти Яна Гуса — один из представителей радикального крыла гуситов, которые оставили Прагу и обосновались в Таборе, в котором создали собственный религиозный центр, ядро таборитского движения.
В 1420 г. был избран на высший духовный пост таборитов — епископом (Суперинтендентом) без Апостольского преемства. Это вызвало раскол в гуситстве и привело к фактическому отходу таборитов от доктрины католической церкви.
Продолжил и развил данную Яном Гусом критику католической церкви и её учения, обосновывал необходимость наказания высших сословий за несправедливые поступки, горячо выступал в защиту крестьян.
Во время службы суперинтендентом, исполнял функции администратора епископства. Позже, переместился из Табора в Писек.
Как представитель таборитов, участвовал почти во всех спорах с профессорами Пражского университета. Внёс значительный вклад в разработку обучения таборитов (синоды в Писеке (1422), Хебе (1432)).
В 1421 году Микулаш из Пельгржимова выступил с критикой реформаторского, крайне левого крыла таборитов во время гуситского движения в Чехии, что привело к ликвидации секты называемой пикарты. Вместе с Яном Жижкой участвовал в 1421 г. в расправе над пикартами.
В 1433 году был в числе чешской делегации на соборе в Базеле, где защищал «Четыре пражские статьи». Был ярым критиком умеренных гуситов — чашников.
После битвы у Липан участвовал в переговорах с императором Священной Римской империи Сигизмундом I Люксембу́ргом в Брно.
С 1443 года жил в Куттенберге, где пытался восстановить радикальное крыло гуситства.
В 1452 году, после окончательного поражения таборитов и взятия Табора Йиржи Подебрадом, был схвачен вместе с Вацлавом Корандой и заключён в темницу в г. Подебрады, где и умер.

## Избранные сочинения
- «Хроники таборитов»
- «Kronika obsahující při kněží táborských»
- «Vyznání a obrana táborů».